# Однопартійна система
Однопарті́йна систе́ма (монопартійна система), партократія — тип політичної системи, що характеризується монопольним правом однієї партії брати участь у державному будівництві.

## Теоретичне визначення
Пайпс зазначає, що сам термін «партія» погано підходить до опису системи, при якій існує тільки одна правляча партія. Слово «партія» походить від латинського pars або «частина», що за визначенням не може бути єдиним, як і не може бути тотожним цілому. Ла Паломбара зазначає, що партійна система являє собою ситуацію, коли є дві або більше партій, що конкурують між собою. Він вважає, що країни лише з однією партією не можуть розглядатись як такі, що мають партійну систему. Проте, така точка зору не підтримується більшістю дослідників партійних систем. Дюверже, Джованні Сарторі, Джеймс зазначають, що в ряді держав соціально-класова структура об'єктивно визначає однопартійний тип політичної системи. Це дає підстави розглядати однопартійність як особливий тип партійної системи.
У цих системах партія злилася з державою, виходячи з цього держава забороняє діяльність інших партій, вважаючи їх непотрібними. Партія має сильний контроль над державним апаратом (як це мало місце в комуністичних державах), чи створюється для того, щоб перебрати на себе функції державного апарату. Партії в однопартійних системах концентрують свою діяльність на мобілізації мас, комунікації та контролі. Вони не можуть розглядатися як альтернативні джерела політичних ідей тому, що надзвичайно пов'язані з тими, хто керує державою. Однопартійні країни вважаються деспотичними та нетолерантними. У таких державах змінюється лише інтенсивність репресій та сила примусового контролю.

## Різновиди однопартійної системи
Сарторі вибудовує свою класифікацію однопартійних систем на основі інтенсивності репресій та контролю. Він розрізняє: однопартійну тоталітарну систему, однопартійну авторитарну систему, однопартійну догматичну систему. Серед класичних різновидів однопартійних систем розрізняють два їх основні різновиди:
1. системи, в яких всі партії, крім правлячої, офіційно заборонені або їх існування є формальним, заснованим на визнанні провідної ролі партії-гегемона;
2. системи, в яких в умовах плюралістичної демократії, але за переважання непартійної політичної культури існує лише одна партія, а спроби сформувати інші партії ще не робились або зазнали поразки (але не через протидію їм з боку політичної влади).

Зазвичай принцип однопартійного правління закріплюється в конституційному порядку. У більшості держав цього типу основний закон безпосередньо вказує єдину легально існуючу партію. Порівняно рідко зустрічається формула однопартійності, яка не вказує конкретну партію й відсилає до рішення відповідного органу влади (наприклад у Сьєрра-Леоне таке рішення приймається 2/3 парламенту). Нарешті, у деяких країнах (Камерун, Кот-д'Івуар) конституція формально проголошує принцип свободи утворення й діяльності політичних партій, тоді як на практиці у цих країнах склались та функціонують однопартійні системи.
На підставі цього Блондель запропонував свою класифікацію однопартійних систем. Він розрізняє:
- однопартійну систему конституційного (законного) правління,
- однопартійну систему з неконституційними репресіями проти опозиції,
- однопартійну систему природного характеру.

Дюверже в рамках однопартійності розглядає її комуністичний та фашистські типи, а також турецький (авторитарний) варіант однопартійності (1923—1946 рр.).

## Приклади однопартійних систем
Монопартійна система в основному була явищем XX століття. Вона була надбанням тоталітарних режимів.
Перші однопартійні режими з'являються в 20-30-х рр. в СРСР, Італії, Німеччині. У кінці 40-х рр. однопартійні системи були або комуністичними (13 з 23) або авторитарно-консервативними як Іспанія, Португалія, Тайвань. Два десятиріччя пізніше кількість однопартійних популістських систем збільшилась, особливо у південній Африці. Найбільша група однопартійних систем виникла в рамках тих популістських режимів, які з'явились у другій половині 80-х рр. Наприкінці 80-х рр. 2/5 країн світу були однопартійними, та вже з середини 90-х рр. ця пропорція дещо зменшилась.
Лише члени правлячої партії могли обіймати державні посади. Тут проявляється ще один феномен тоталітарної держави, такий, як злиття партійних і державних органів.
Однопартійність ідеологічно виправдовувалася тоталітарними режимами. Правлячу партію називали носієм всіх політичних і моральних чеснот. Так, комуністичну партію називали провідною і спрямовуючою: «Провідною і спрямовуючою силою радянського народу як в роки мирного будівництва, так і в дні війни була партія Леніна, партія більшовиків. Ні одна партія не мала і не має такого авторитету серед народних мас, як наша більшовицька партія. Більшовицька партія є передовим загоном робітничого класу та інших прошарків трудящих.»
Інші політичні партії були непотрібними комуністичному режимові, а тому визнавались ворожими. Так, Молотов, виступаючи 29 листопада на з'їзді, заявив: «Все найкраще в демократичному ладі інших держав ми беремо і переносимо в нашу країну і застосовуємо до наших умов радянської держави. За бортом залишається лише умовна нелегальність для політичних партій, крім партії комунізму. В нашій країні інші політичні партії, як показав весь наш досвід, є агентурою реставраторів капіталізму, не може бути місця для їхньої легалізації.»
На відміну від Радянського Союзу в нацистській Німеччині однопартійність була закріплена юридично майже відразу. Декрет від 14 липня 1933 р. говорить: «Націонал-соціалістична німецька робітнича партія є єдиною партією в Німеччині. Будь-хто, хто зробить кроки до збереження організаційної структури якої-небудь іншої політичної партії або до створення нової політичної партії, буде підданий покаранню у вигляді каторжних робіт строком до трьох років або тюремному ув'язненню терміном від шести місяців до трьох років, якщо його діяння не зажадають більш тяжкого покарання відповідно до інших розпоряджень.»
Введення однопартійної системи було необхідним для уніфікації всього суспільного життя. Проголошення однопартійності стало першим кроком до тотального контролю над державою і суспільством і насадження їм своїх принципів та ідеалів. Існування інших партій не допускалось, оскільки вони могли б перешкоджати рухові суспільства «єдино правильним» шляхом.

## Сучасний стан

Політичні системи країн
Президентська республіка
Парламентсько-президентська республіка
Президентсько-парламентська республіка
Парламентська республіка
Парламентська конституційна монархія
Конституційна монархія
Абсолютистська монархія
Однопартійна система
Військова диктатура

У 21 столітті спостерігається відчутна криза однопартійної політичної системи.  Сьогодні однопартійна система вважається родовою ознакою недемократичних політичних режимів, передусім тоталітарних (комуністичних і фашистських), але продовжує існувати в деяких країнах світу.
| Держава        | Заснування системи |
| -------------- | ------------------ |
| Північна Корея | 30/06/1949         |
| Лаос           | 02/12/1975         |
| КНР            | 01/10/1949         |
| Куба           | 03/10/1965         |
| В'єтнам        | 02/07/1976         |
| Еритрея        | 10/02/1994         |

## De factoоднопартійні держави
De facto однопартійна система — це система, яка, хоча офіційно не пов’язує жодну політичну партію з урядовою владою, використовує певні засоби політичного маніпулювання, щоб забезпечити перебування при владі лише однієї партії. Багато різних країн вважаються de facto однопартійними державами, з різними рівнями згоди між вченими, хоча більшість погоджується, що Африканський континент відзначений цією політичною системою. Нижче наведено лише кілька прикладів урядів, які, як стверджували, мають єдину партію завдяки політичним маніпуляціям.
| Країна    | Партія                                   | Дата заснування | Інформація |
| --------- | ---------------------------------------- | --------------- | --- |
| Камбоджа  | Камбоджійська народна партія             | 2017            | Хоча за конституцією Камбоджа є багатопартійною державою, Камбоджійська народна партія домінує в політичній системі, і партія розпустила свою головну опозиційну партію в 2017, зробивши Камбоджу de facto однопартійною державою. |
| Руанда    | Руандійський патріотичний фронт          | 1994            | Хоча Руанда номінально допускає багатопартійні вибори, ними маніпулюють різними способами, які включають заборону опозиційних партій, арешти чи вбивства критиків і фальсифікації виборів. |
| Сирія     | Арабська соціалістична партія Баас       | 2012            | Хоча конституція 2012, введена Башаром аль-Асадом, теоретично дозволяла створення політичних партій, баасистська Сирія залишається де-факто однопартійною державою з розгалуженим апаратом таємної поліції, який обмежує незалежну політичну діяльність. |
| Венесуела | Об'єднана соціалістична партія Венесуели | 2017            | З 2014 країна переживає період кризи легітимності та винятковості через наказ про закриття Національної асамблеї та скликання Установчих зборів Ніколасом Мадуро 1 травня 2017, які складаються переважно з політиків PSUV. Відтоді було ухвалено різні закони, які обмежують участь у політичному житті, включаючи неофіційне переслідування та дискваліфікацію певних політиків (включаючи скарги на фальсифікацію виборів), закінчуючи 2024, після чого через нові закони більшість опозиційних політиків були дискваліфіковані, а їхні організації заборонені, залишивши лише контрольовану опозицію. |